# George Gissing

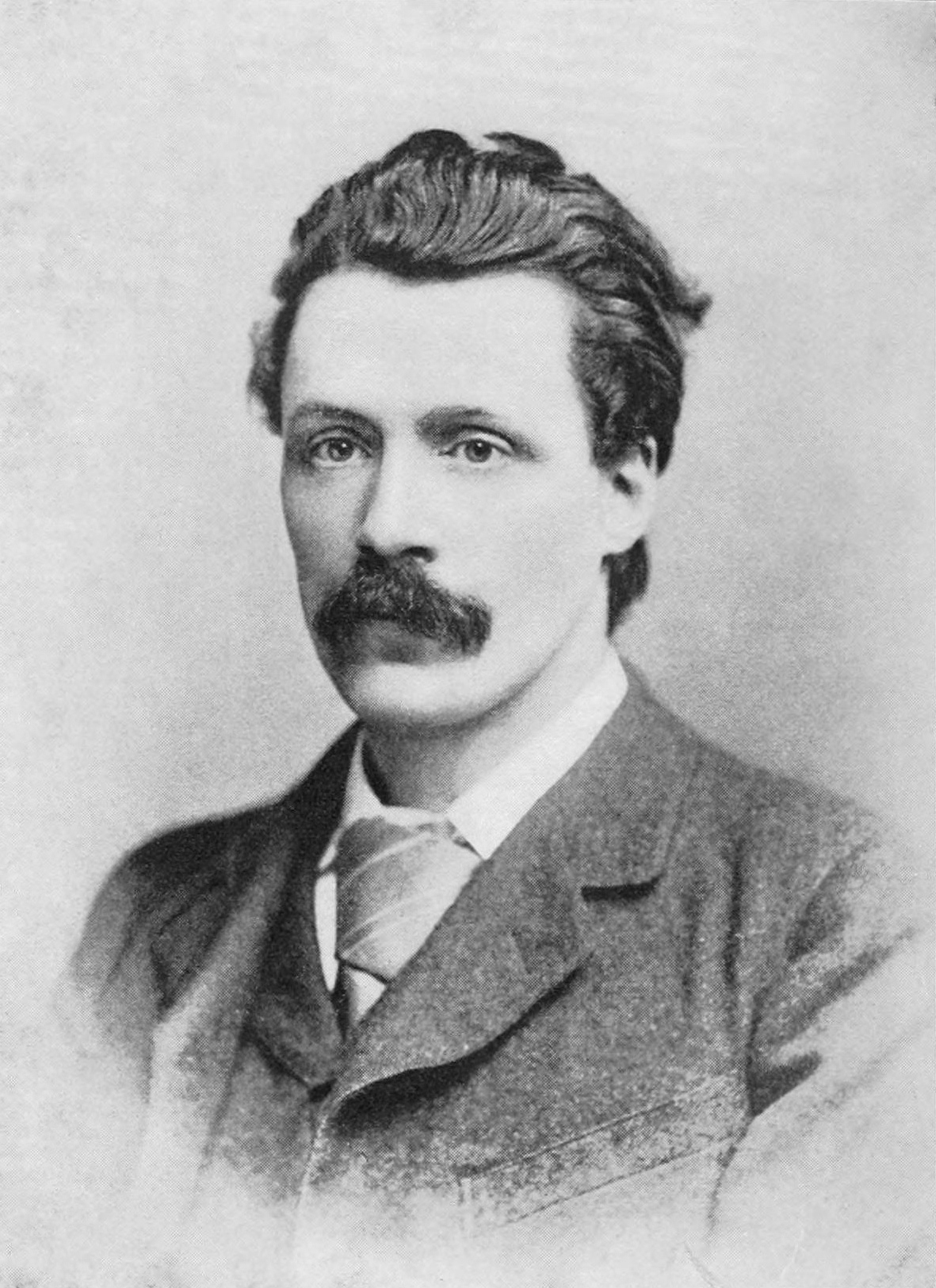
George Robert Gissing

George Robert Gissing (Wakefield, 22 november 1857 – Saint-Jean-Pied-de-Port, 28 december 1903) was een Engels schrijver uit het laat-victoriaanse tijdperk. Het werk van Gissing geeft een beeld van de sociale verhoudingen in het victoriaanse tijdperk. Ondanks zijn hoge productie leefde Gissing een leven vol armoede, zonder veel succes.

## Leven
George Robert Gissing was de oudste uit vijf kinderen van de apotheker Thomas Waller Gissing (1829-1870) en Margaret Bedford (1832-1913). Zijn broer Algernon werd later eveneens schrijver. De jonge George kon gebruikmaken van een grote familiebibliotheek en was fervent lezer. Hij ging naar school in Wakefield, werkte hard maar bleef een eenling. In 1895 publiceerde hij zijn eerste jeugdgedichten en al snel won hij ook prijzen voor zijn poëzie. De dood van zijn vader in in 1870 zou een sterk negatieve invloed hebben op zijn levensvisie.
In 1872 won Gissing een studiebeurs voor Owens College (nu de Universiteit van Manchester). In 1876 studeerde hij af in het Latijn aan de Universiteit van Londen. Hij leek voorbestemd voor een wetenschappelijke carrière, maar in 1875 werd hij verliefd op Marianne Helen 'Nell' Harrison (1858-1888), een vrouw 'van lichte zeden'. In pogingen haar financieel te steunen verviel hij in een zelfdestructief patroon en stal hij zelfs geld van medestudenten. Daarbij werd hij echter betrapt door een ingehuurde detective en belandde in de Manchesterse Bellevuegevangenis.
Na zijn vrijlating zat Gissing volledig aan de grond. Zijn moeder stuurde hem daarop met een aantal aanbevelingsbrieven naar de Verenigde Staten om een nieuwe start te maken. In Chicago volgde een periode van hard werken en ellende, later weerspiegeld in diverse van zijn romans. Hij publiceerde in 1877 zijn eerste verhalen (De zonden van de vaders) in de Chicago Tribune, maar bleek nauwelijks in staat om zichzelf met zijn schrijven te onderhouden.
In 1877 keerde Gissing terug naar Engeland en trouwde uiteindelijk toch met Nell Harrison, in 1879. Na vijf jaar gingen ze echter weer uit elkaar en in 1888 overleed Nell in de sloppenwijk Lambeth. Kort hierna maakte Gissing een reis naar Italië, en vervolgens naar Frankrijk, Napels en Griekenland. Op 25 februari 1891 trouwde hij met de mijnwerkersdochter Edith Alice Underwood, (1867-1917), met wie hij twee zonen kreeg: Walter (1892-1916) en Alfred (1896-1975). Zijn levensstandaard bleef schamel en voortdurend bleef hij zich zorgen maken over zijn mentale gezondheid. In 1893 raakte hij bevriend met Clara Collet (1860-1948), die een lezing had gegeven over zijn werk, en die hem beloofde dat ze zou zorg dragen voor zijn zonen, in het geval ook hij op jonge leeftijd zou sterven, net als zijn vader.
In 1897 kreeg Gissing een ernstige longziekte, verliet zijn vrouw Edith en vertrok voor zes maanden naar Italië. Later vestigde hij zich in Frankrijk, waar hij zijn laatste levensjaren doorbracht met de française Gabrielle Fleury (1868-1954). Hij stierf in zijn woning in Ispoure, St.-Jean-Pied-de-Port, in december 1903, waar zijn vriend H.G. Wells hem kort voor zijn overlijden nog bezocht. Net als zijn vader, bleef hij een consistente agnost, maar uit respect voor de familie werd hij toch met een Anglicaanse plechtigheid begraven.

## Werk

#### Broodschrijver
Gissing was een 'broodschrijver' en uitermate productief. Hij schreef hij in zijn korte leven 23 romans, 111 verhalen, enkele non-fictie boeken en een fictief dagboek. Zijn eerste roman, Workers in the Dawn (1880) is een semi-autobiografische roman over een man die trouwt met een prostituée. Bescheiden succes boekte hij met Demo's: een verhaal over het Engels socialisme uit 1886. Isabel Clarendon (1886) en Thyrza (1887) volgden, en later A Life's Morning {1888) en The Nether World (1889), zijn donkerste werk. Gissing schreef vooral over de sociale en politieke problemen van Engeland, zoals armoede en industrialisatie en wordt als zodanig gerekend tot de school van het naturalisme. Goede voorbeelden zijn ook The Emancipated (1892) en The Odd Women (1893). New Grub Street (1891, Ned. vertaling 2015) is een schets over het literaire leven in Engeland aan het eind van de 19e eeuw. De beklemmende wijze waarop Gissing de keuzes en problemen weergeeft waarmee schrijvers geconfronteerd worden in een literaire wereld waarin het marktdenken domineert, is 'actueler dan ooit'.
 In 2014 heeft de Britse krant The Guardian het boek opgenomen in een lijst van 'the 100 best novels'.

#### Henry Ryecroft
Het grootste deel van Gissings werk geldt tegenwoordig als behoorlijk gedateerd. Maar dat geldt niet voor het eerder genoemde New Grub Street en evenmin voor zijn autobiografische werk The Private Life of Henry Ryecroft (1903, in Nederland onder de titel De intieme geschriften van Henry Ryecroft verschenen in de reeks Privé-Domein). Het is een zogenaamde gefictionaliseerde autobiografie, waarin een oudere schrijver die door een onverwacht legaat zijn pen aan de wilgen kan hangen, met verbittering en weemoed op zijn moeilijke leven terugkijkt. Deze intieme geschriften geven een geromantiseerde versie van Gissings opinies en laten zijn gefictionaliseerd "ik" zien in een toestand van rust en voorspoed die de auteur nooit kende. Het boek is een karakterstudie van een geteisterd erudiet. Stilistisch betekende het een vernieuwing ten opzichte van de victoriaanse romantraditie en had het een invloed die bijvoorbeeld bij Norman Douglas aanwijsbaar is.

#### Later werk
Gissings reis naar Italië in 1897 vormde de inspiratie voor zijn reisboek van de Ionische Zee uit 1901. In Rome schreef hij Veranilda (1904). Ook schreef hij nog een kritische studie over Charles Dickens' en voorwoorden bij werken zoals The Pickwick Papers, Bleak House en Oliver Twist.
In 1912 publiceerde zijn vriend Morley Roberts een biografische roman over Gissing onder de titel The Private Life of Henry Maitland.